# لغة سند
أمازيغية سند هي لغة أمازيغية منقرضة كان يتحدث بها في قرى سند وتماجورت شرق مدينة قفضة في الجنوب التونسي حتى منتصف القرن العشرين. في عام 1911 كان كل سكان قرية سند يتحدثون الأمازيغية، لكن بحلول سنة 1968 لم يعد يتحدثها سوى المسنين.

## عينة
مقتطف من جزء مترجم من ملحمة تغريبة بني هلال عن كتاب (Étude sur la Tamazir't ou Zenatia de Qalaât Es-sned (Tunisie المنشور سنة 1911. النص منقول بالأحرف العربية والاتينية بلا تغيير.
الوختي دياب الاَلاَلَي ينغاَ خليفا الزناتي يليس غيداء تني زنق نزيمل نبويس - ومان الاَلاَلي - تسكركوست تنغيتتش أو يني زنق نزيمليس - يني دياب زنق نزيمليس - يونس باش اّينغيت
El Oukhti Diab Elalalia ienr'a Khlifa Ezzenati ill-is R'ida tenni zenneg n ezzimmel n ebboïs. Oumman El Alali, teskerkoust tenr'it-etch. Aou ienni zenneg n ezziml-is. .Ienni Diab zenneg n ezziml-is, ious-es bâch aïenr'it
ترجمة حرفية: الوقت دياب الهلالي قتل (وغى؟) خليفة الزناتي ابنته غيداء امتطت صهوة حصانه - وقال الهلالية - كذبتَ ما قتلتَه ها هو يمتطي صهوة جواده. امتطى دياب صهوة جواده يذهب يقتلها.
ترجمة المعنى: وقتما قتل دياب الهلالي خليفةَ الزناتي، امتطت ابنته غيداء صهوة حصانه، فقال الهلالية لدياب: كذبتَ، وما قتلته فها هو يمتطي صهوة حصانه، فامتطى دياب صهوة جواده وانطلق ليقتلها.